# Wspólnota administracyjna Geislingen an der Steige
Wspólnota administracyjna Geislingen an der Steige – wspólnota administracyjna (niem. Vereinbarte Verwaltungsgemeinschaft) w Niemczech, w kraju związkowym Badenia-Wirtembergia, w rejencji Stuttgart, w regionie Stuttgart, w powiecie Göppingen. Siedziba wspólnoty znajduje się w miejscowości Deggingen, przewodniczącym jej jest Wolfgang Amann.
Wspólnota administracyjna zrzesza jedno miasto i dwie gminy wiejskie:
- Bad Überkingen, 3 824 mieszkańców, 24,0227 km²
- Geislingen an der Steige, miasto, 26 841 mieszkańców, 75,83 km²
- Kuchen, 5 512 mieszkańców, 8,95 km²